# Marc Goos
Marc Goos (Breda, 30 de novembre de 1990) és un ciclista neerlandès que competeix professionalment des del 2010. Actualment milita al Development Team Sunweb.

## Palmarès
- 2010
  - 1r al Tour de Berlín i vencedor d'una etapa
  - 1r al Mainfranken-Tour i vencedor d'una etapa
- 2011
  - 1r a la Volta a Lleó i vencedor d'una etapa

### Resultats al Giro d'Itàlia
- 2014. 35è de la classificació general